# Ekke Hoffmann
Ekke Hoffmann (* 24. Dezember 1943 in Stuttgart) ist ein ehemaliger deutscher Handballtrainer.

## Werdegang
Hoffmann, der als Jugendlicher selbst Handball spielte, ging mit 16 Jahren erstmals der Trainertätigkeit nach. 1983 wurde der Realschullehrer beim Deutschen Handballbund (DHB) Damenbundestrainer. Anfang März 1988 endete seine erste Amtszeit, obwohl sein Vertrag noch bis 1989 lief, in Folge von Meinungsverschiedenheiten Hoffmanns mit Spielerinnen und Vereinen.
Mitte September 1995 wurde Hoffmann erneut Damenbundestrainer und übte das Amt bis 1999 aus. Er führte die DHB-Auswahl in diesem Zeitraum 1997 zum Gewinn der Bronzemedaille bei der Weltmeisterschaft.
Im September 2001 holte ihn der DHB erneut zurück, Hoffmann trat eine dritte Amtszeit als Damenbundestrainer an. Nach der Europameisterschaft 2004, bei der die Deutschen den fünften Platz belegten, trat er zurück. Er sah seine Aufgabe, die DHB-Frauen in die Weltspitze zurückzuführen, als erfüllt an.
Im Juli 2008 schied er aus dem Schuldienst, den er in Bad Urach versehen hatte, und wurde anschließend noch im selben Jahr Sportdirektor des Handballweltverbandes IHF. Er beendete diese Tätigkeit am 31. Mai 2010.